# Gottfried Bossert
Tobias Gottfried Bossert (* 15. Januar 1792 in Nellingen auf den Fildern; † 3. Juni 1844) in Stuttgart war ein württembergischer Oberamtmann.

## Leben
Gottfried Bossert war der Sohn des Nellinger Pfarrers Gottfried Christoph Bossert. Nach dem Schulbesuch in Nellingen und Holzmaden machte er eine Ausbildung als Schreiber, ab 1816 war er im Staatsdienst und arbeitete als Rechnungsrat bei der Behörde für das Schuldenwesen der Gemeinden. 1817 wurde er Assessor bei der Regierung des Schwarzwaldkreises in Reutlingen. Von 1826 bis 1837 war er Oberamtmann beim Oberamt Leonberg, 1837 wechselte er als Regierungsrat zur Regierung des Neckarkreises in Ludwigsburg. Er verstarb im Dienst.

## Politik
Bossert war ein Jahr lang württembergischer Landtagsabgeordneter. 1838 wurde er in einer Ersatzwahl im Wahlbezirk Leonberg für den verstorbenen Immanuel Baumann gewählt.